# Клементе, Симон де Рохас
Симон де Рохас Косме Дамиан Клементе-и-Рубьо (исп. Simón de Roxas Cosme Damián Clemente y Rubio; 1777, Титагуас — 1827, Мадрид) — испанский ботаник, считающийся отцом испанской ампелографии — науки о сортах винограда.

## Биография

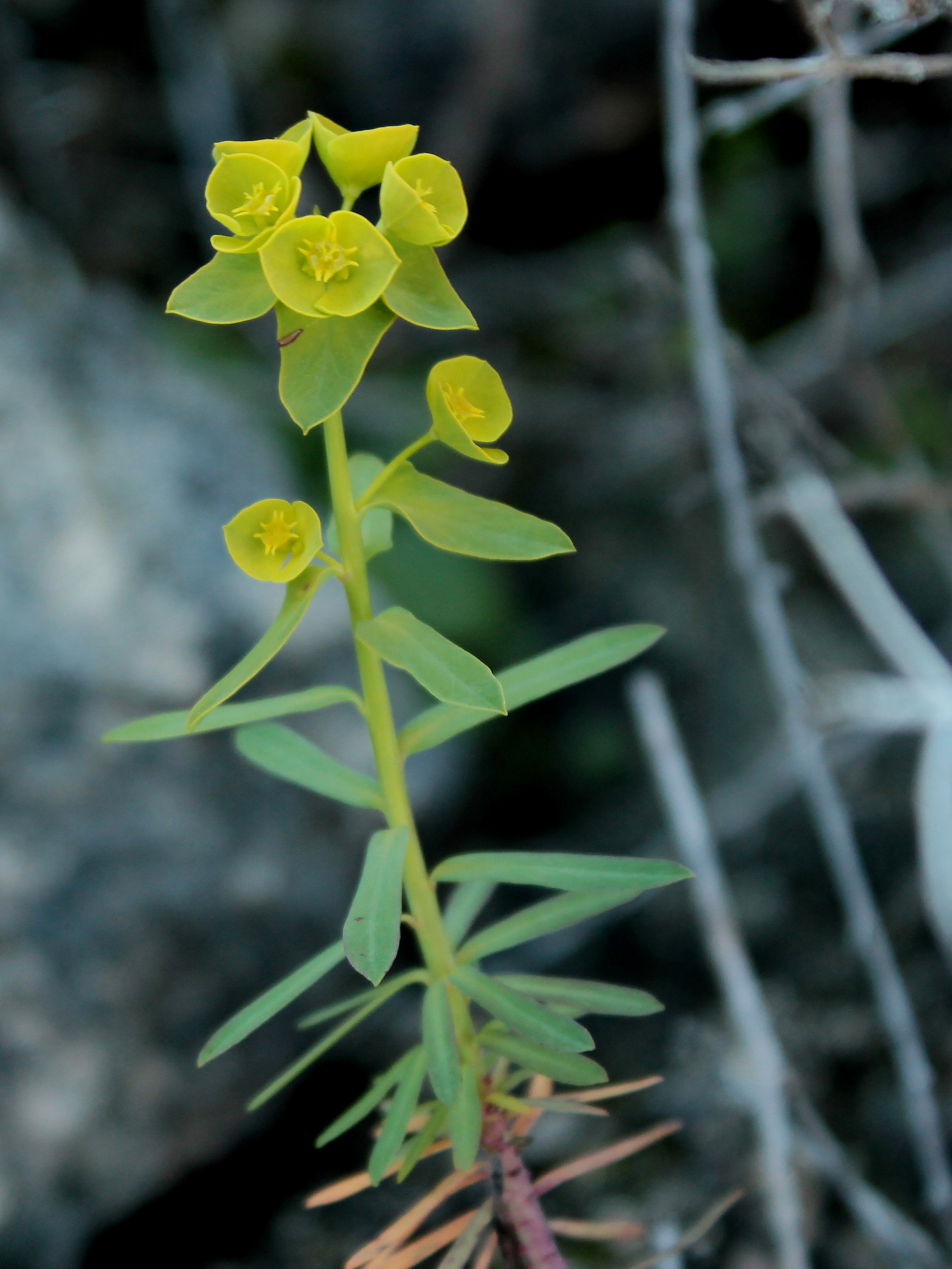
назван в честь Симона де Рохаса Клементе

Симон де Рохас Клементе родился 27 сентября 1777 года в валенсийском муниципалитете Титагуас. Своё имя он получил в честь испанского католического святого Симона де Рохаса, фамилия ботаника — Клементе. У него было около 15 братьев и сестёр, из которых до взрослого возраста дожили шестеро. С 1787 года он учился в семинарии в Сегорбе, затем продолжил обучение в Валенсии, где его преподавателем философии был профессор Антонио Галианы. Также он выучил древние языки: древнегреческий язык, латынь и иврит. В то же время Симон де Рохас интересовался и естественными науками. В 1797 году был издан труд Антонио Хосе де Каванильеса, подтолкнувший Симона к изучению ботаники.
В 1800 году Симон де Рохас решил отправиться в Мадрид, где продолжил своё обучение и параллельно начал преподавать. Там же он познакомился с ботаниками К. Гомесом Ортегой и М. Лагаской. В 1802 году Лагаска и Клементе издали работу Introducción a la Criptogamia Española. В это же время он познакомился с испанским шпионом и путешественником Доминго Бадией и отправился с ним в Северную Африку.
Во время своих последующих поездок по Франции и Англии Клементе собрал большое количество образцов растений, которые впоследствии передал Мадридскому ботаническому саду. Затем Клементе несколько лет путешествовал по окрестностям Гранады на деньги, передаваемые ему Мануэлем Годоем, на которого также работал шпион Доминго Бадия. В 1806—1807 Симон де Рохас Клементе опубликовал несколько научных статей в журнале Semanario de Agricultura y Artes. Затем он стал директором Санлукарского ботанического сада, который при нём был существенно расширен. В частности, Клементе постарался собрать в коллекции ботанического сада все сорта винограда, выращиваемые в Испании.
Падение правительства Годоя и вторжение Наполеона в Испанию нарушили планы Рохаса. Он то поддерживал испанское сопротивление французским захватчикам, то выступал на стороне французской армии. В 1812 году Симон де Рохас Клементе удалился в родной Тутагуас. После окончания войны он был приглашён М. Лагаской на должность библиотекаря Мадридского ботанического сада. В 1817 году Клементе и Лагаска издали каталог, в котором определялись растения, привезённые в Мадрид из Южной Америки Х. С. Мутисом. Затем Рохас переработал популярную в Испании книгу «Obra de Agricultura» («Трактат о сельском хозяйстве») Габриэля де Эрреры 1513 года, дополнив её информацией о культурных растениях, активное выращивание которых в Испании началось в XVI—XVIII веках.
В 1820 году Симон Клементе участвовал в работе комиссии по здравоохранению и сельскому хозяйству, действовавшей в составе Кадисских кортесов. В 1821 году, из-за ухудшения здоровья, Симон был вынужден вернуться в Титагуас и уйти на пенсию. Он продолжил собирать информацию для работы Historia Natural de Titaguas. Также Клементе стал изучать пчеловодство. В 1826 году Клементе снова переехал в Мадрид чтобы закончить некоторые свои работы. 27 февраля 1827 года он скончался.

## Некоторые научные работы
- Clemente y Rubio, S.; Lagasca y Segura, M. (1802). Introducción a la Criptogamia Española.
- Clemente y Rubio, S. (1807). Ensayo sobre las variedades de la vid comun que vegetan en Andalucía. 325 p.
- Clemente y Rubio, S. (1864). Plantas que viven espontaneamente en el Termino de Titaguas. 72 p.

## Роды, названные в честь Симона де Рохаса Клементе
- Clementea Cav., 1804, nom. rej. [syn.  Canavalia Adans., 1763, nom. cons.]